# Johann Baptista von Taxis (Offizier)
Johann Baptista von Taxis (* 1546; † 20. April 1588 vor Bonn) war ein Oberst der spanischen Armee im Achtzigjährigen Krieg.

## Leben
Johann Baptista von Taxis kam im Jahr 1546 als Sohn des Füssener Postmeisters Innozenz von Taxis († 1592) und dessen Ehefrau Benvenuta von Taxis auf die Welt.
Er kam im Gefolge der 12.000 Mann starken Armee des Herzogs von Alba im August 1567 in die Spanischen Niederlande. Im Mai 1572 schickte ihn Alba zusammen mit dem niederländischen Edelmann Pieter de Quaderebbe nach Dordrecht, um eine mögliche Invasion für die Verteidigung der Stadt vorzubereiten. Bei dem Versuch konnten sie aber grade noch dem Feind entkommen.
Im Jahr 1580 übernahm Taxis bei der Belagerung von Steenwijk das friesische Regiment von dem gefallenen Hans Mom.
Am 17. November 1582 gelang ihm die Einnahme von Steenwijk. Dies war Taxis' erste große eigenständige erfolgreiche militärische Aktion.
Durch Verrat konnten die Spanier am 23. September 1583 die Stadt Zutphen einnehmen. Seitdem war Taxis hier Statthalter.
Am 23. Juni 1585 schlug er die Truppen der Generalstaaten unter Befehl von Adolf von Neuenahr bei der Schlacht bei Amerongen.

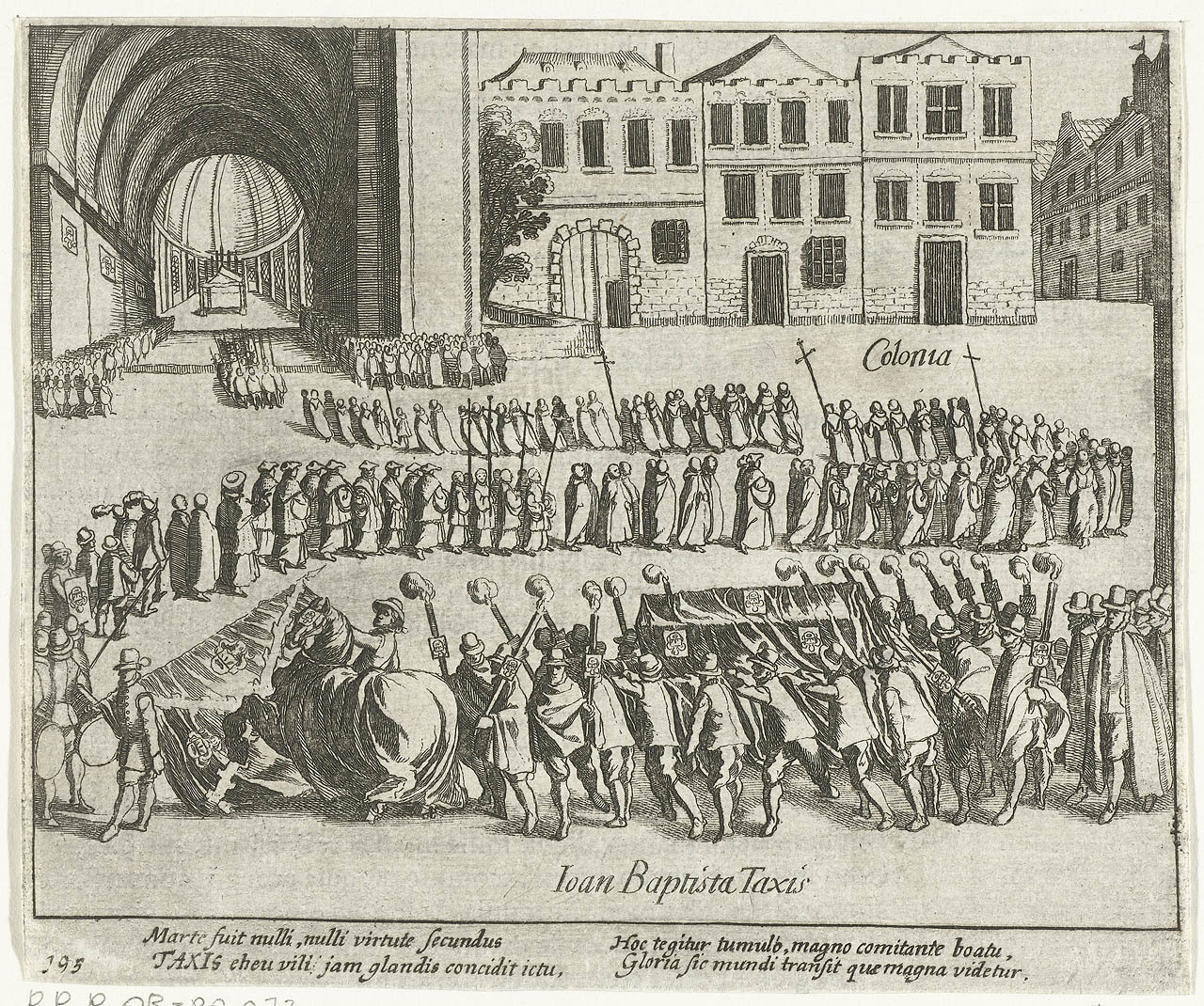
Trauerzug für von Taxis in Köln

Unter Francisco Verdugo nahm er am 27. Januar 1586 an der Schlacht bei Boksum teil. Kurze Zeit später am 6. Februar schlugen Taxis und Verdugo 1500 englische Söldner bei Leeuwarden. Unter Verdugo nahm Taxis auch in diesem Jahr an der Belagerung von Zutphen und der Schlacht bei Warnsveld teil.
Er fiel am 20. April 1588 bei der Belagerung von Bonn durch einen Kopfschuss. Sein Leichnam wurde in die Stadt verschleppt, aber von Charles III. de Croÿ freigekauft. Er wurde feierlich am 26. April in der Minoritenkirche in Köln beigesetzt.